# 英國軍用航空器序號

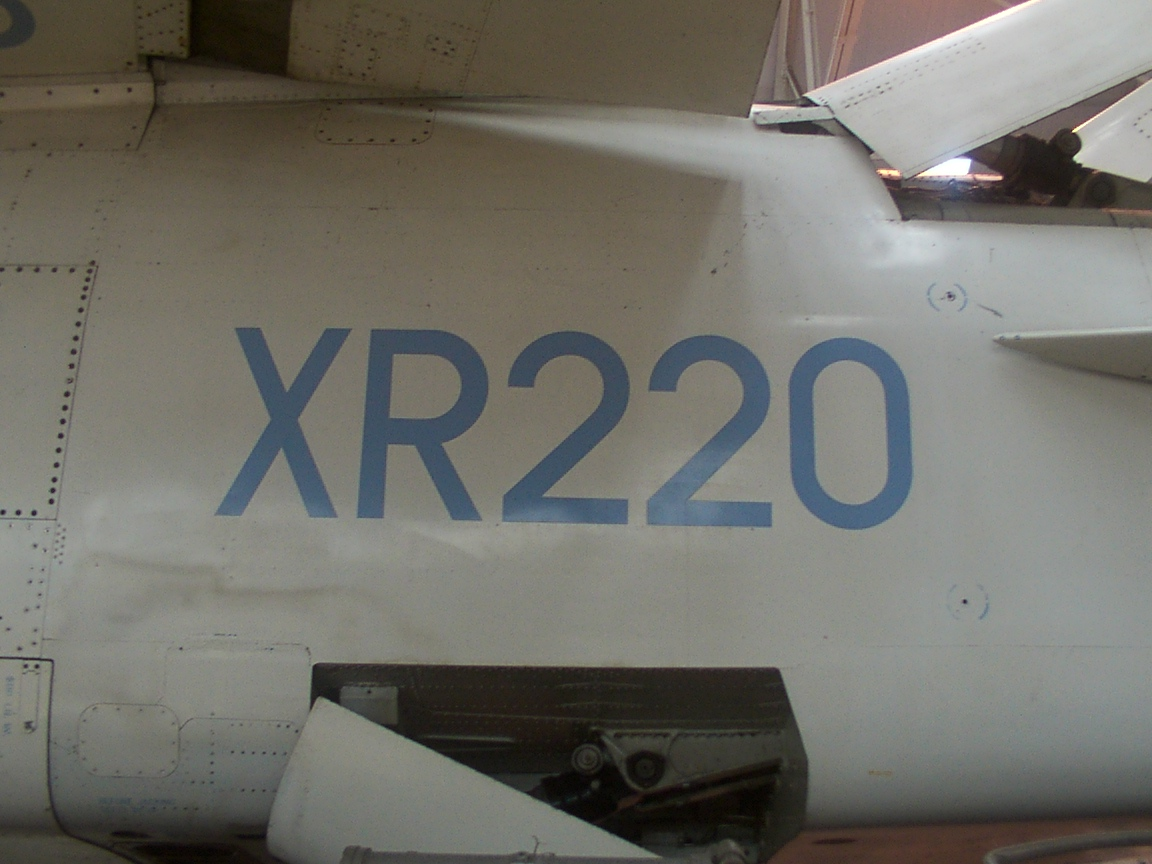
XR220 a BAC TSR-2

英國軍用航空器序號是為了識別英國陸海空三軍每一架軍用飛行器而採用，全部用機均配得一個序號，這是由空軍部和它的後任組織——英國國防部所維護的一個統一序列號系統。這一系統用於英國皇家空軍、英國艦隊航空兵、英國陸軍航空兵、政府部門和國內承包商使用的軍用飛機（如QinetiQ）。
當英國皇家飛行隊於1912年成立時，他們使用一個與製造商有關的字母、數字系統來識別飛行器，如前綴“A”分配給第一連隊的Air Battalion、Royal Engineers的氣球。“B”分配給第2連隊的飛機。“F”用於中央飛行學校（Central Flying School）的飛機 海軍方面使用前綴“H”代表海上飛機（後來它們被稱為“水上飛機”），“M”代表單翼機，“T”代表使用牽引式配置（tractor configuration）引擎的飛機

## 1 到 10000

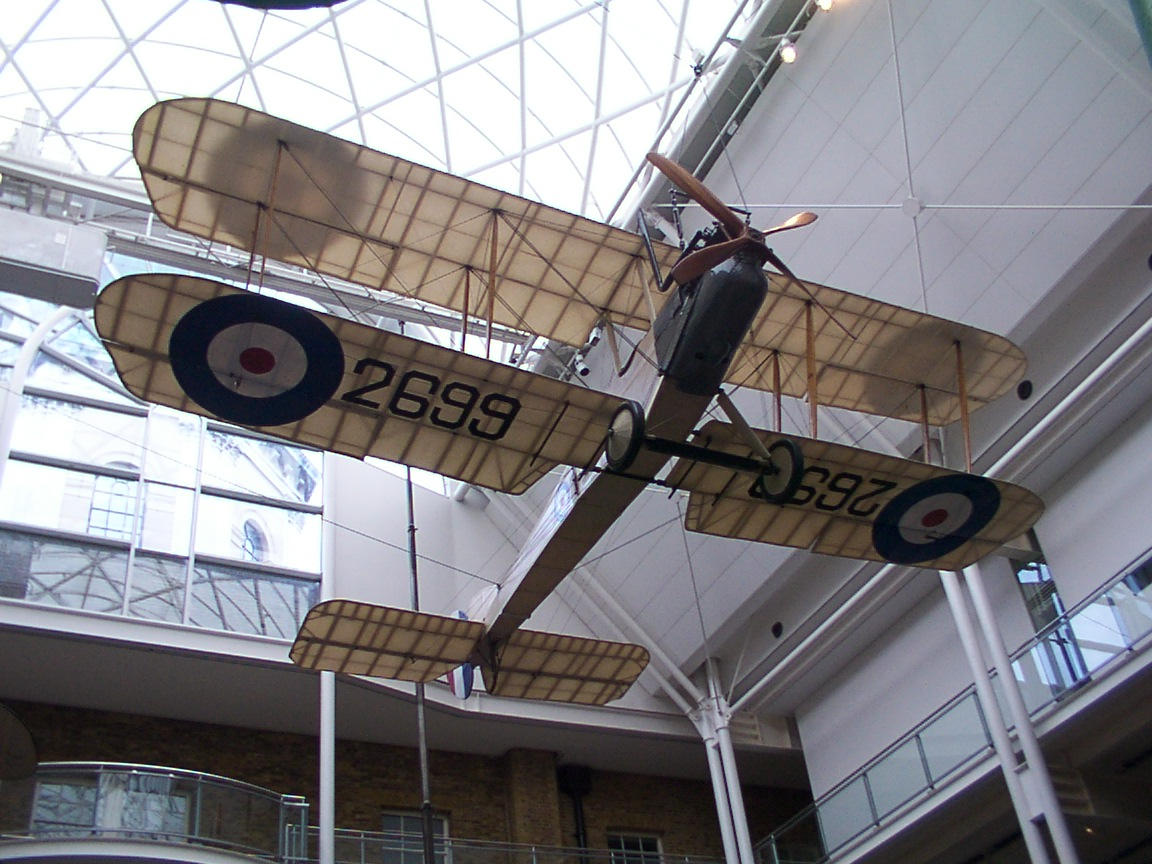
2699 a Royal Aircraft Factory B.E.2

第一批序號是從1排到10000。第一號被分配給一架屬於Royal Naval Air Service的Short S.34 。10000號於1916年被分配給一架Blackburn製造的B.E.2c

## A1 to Z9999
到了1916年第一批序號已經分配到了10000號（分配給Blackburn Aircraft製造的Royal Aircraft Factory BE.2）。此時決定開始使用字母－數字系統，從A1(分配給一架Royal Aircraft Factory生產的BE.2d)到A9999，然後又從B1開始。字母A, B, C, D, E, F, H和J被分配給皇家飛行隊。N1到N9999和S1到S9999分配給Royal Naval Air Service。當序號到達前綴K的時候，決定從所有以後的序號都從1000開始，如：以K1000代替K1。 
儘管N和S系列已經早被RNAS飛機使用了，N1000到N9999還是被空軍部混用於皇家空軍和皇家海軍的飛機上。海軍版的S序列僅用到S1865，是一架 Fairey IIIF，但是當1939年序號編到R9999時，下一序列就不從這點開始，而是直接從T1000開始。 
從1937年開始，不是所有的飛機序號都分配了，主要是為了隱藏真實的飛機生產和服役數量。在序列號序列中的差距，有時被稱為“blackout blocks”。這種操作的第一個例子就是1937年早間生產200架Avro Manchester的合同，分配了L7276-7325, L7373-7402, L7415-7434, L7453-7497, L7515-7549和L7565-7584這幾段序號，涵蓋了309個可能的序列號，這可以誤導敵人高估英國的空軍力量。

## AA100 to ZZ999

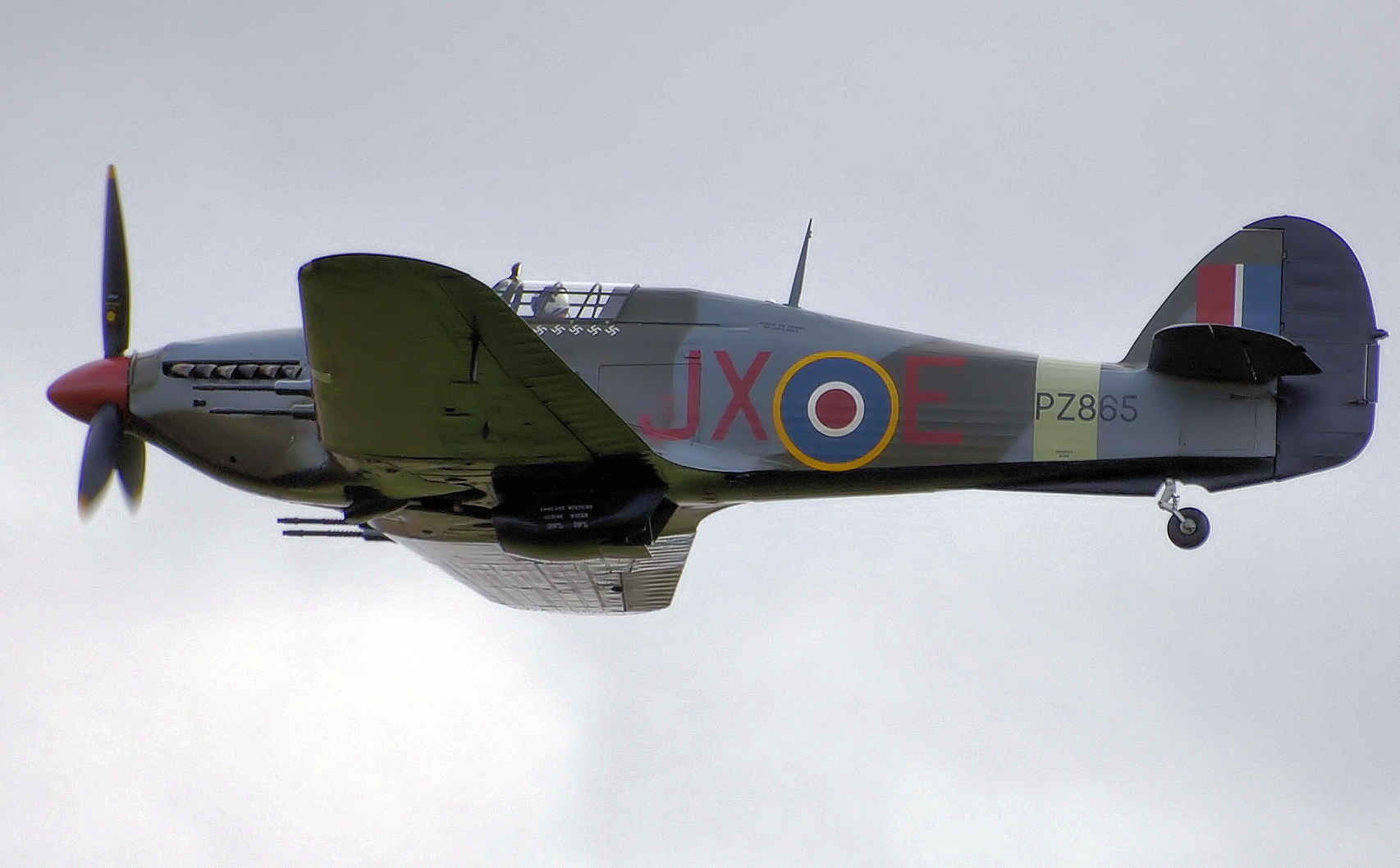
PZ865 a Hawker Hurricane

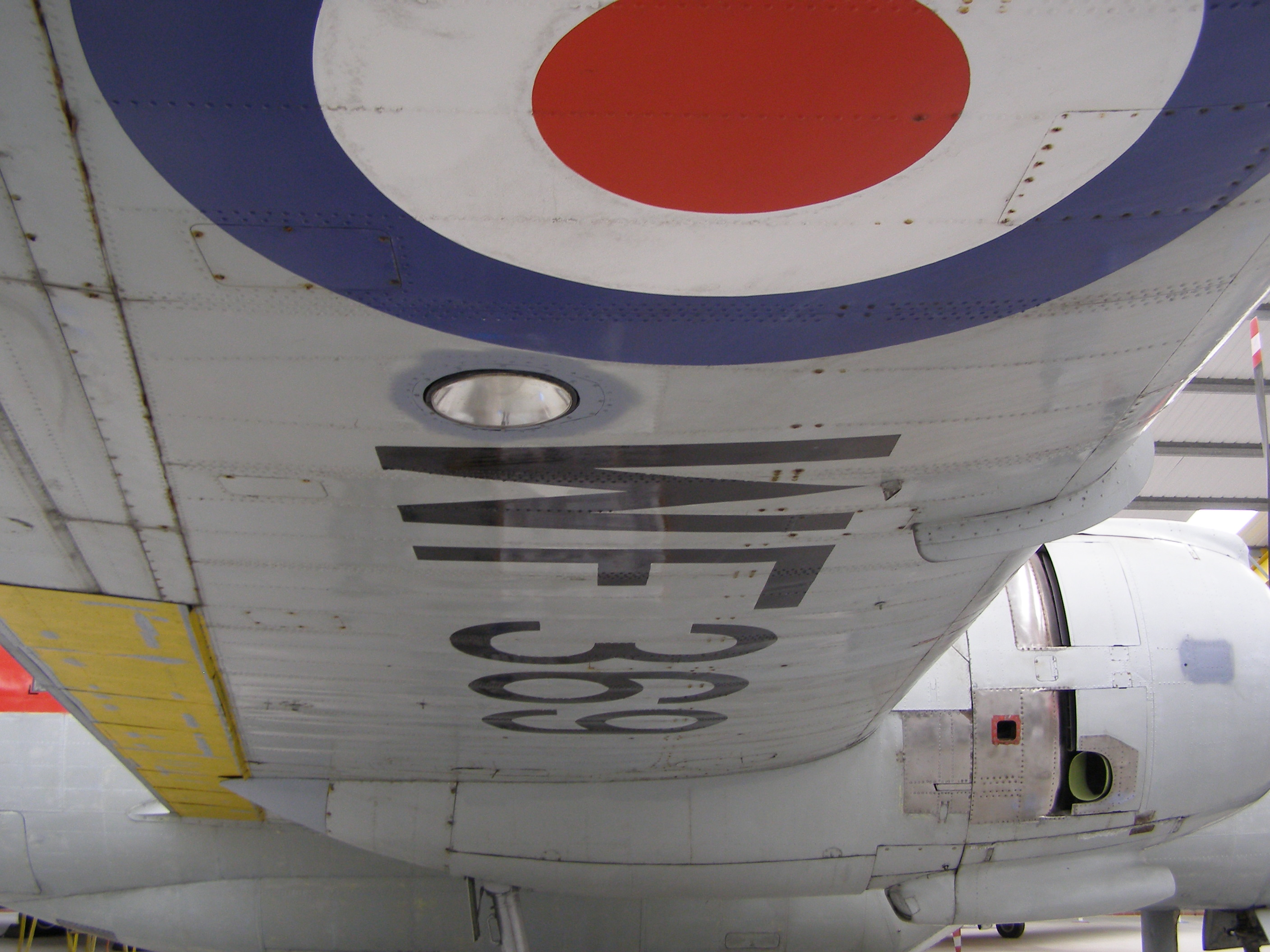
WF369 underwing serial on a Vickers Varsity

到了1940年，Z9978已經被分配給一架布倫亨式轟炸機，此時英國決定重啟雙字母前綴序號，從AA100開始，一直使用到現在。
一些字母被禁止使用以避免引起混淆：如C容易與G混淆，I容易與1混淆，Q容易與0混淆，U與V以及Y和X也容易混淆。
在二戰中皇家空軍飛機如果運輸秘密裝備或它們自身就是機密時，會在序號後面加上"/G"的後綴， （页面存档备份，存于） "G"表示"護衛"，表示當飛機在地面時需要24小時的武裝護衛。(如LZ548/G, 吸血鬼戰鬥機的原型機, 或ML926/G,一架裝有H2S radar的蚊式轟炸機 XVI).
到2009年，序號已經分配到了ZKnnn段，但是，近年來越來越多的分配已經不按次序來了，如第一架皇家空軍的波音C-17全球霸王III在2001年分配到ZZ171號，但是一批AAC的Britten-Norman Defender於2003年分配到了ZGnnn號段 (最後的ZG序號在14年前就被分配完畢了)。同樣的，一些近期的序號也分配到以前未用過了001至099數字段。

## '維護'序列號
對於用於地面訓練的非飛行機身，使用了不同的序號系統。皇家空軍使用數字跟隨“M”後綴有時來表示“維護”系列。 在從1921年到2000年的已經分配中，從540M分配到了9344M，當這個系列時，主序列的單字母系列不再使用“M”以避免混淆。The Fleet Air Arm使用一個 'A'前綴序列 (如 A2606) Army Air Corps使用 'TAD'做為他們的教學機身號 (如 TAD015)。

## 顯示位置

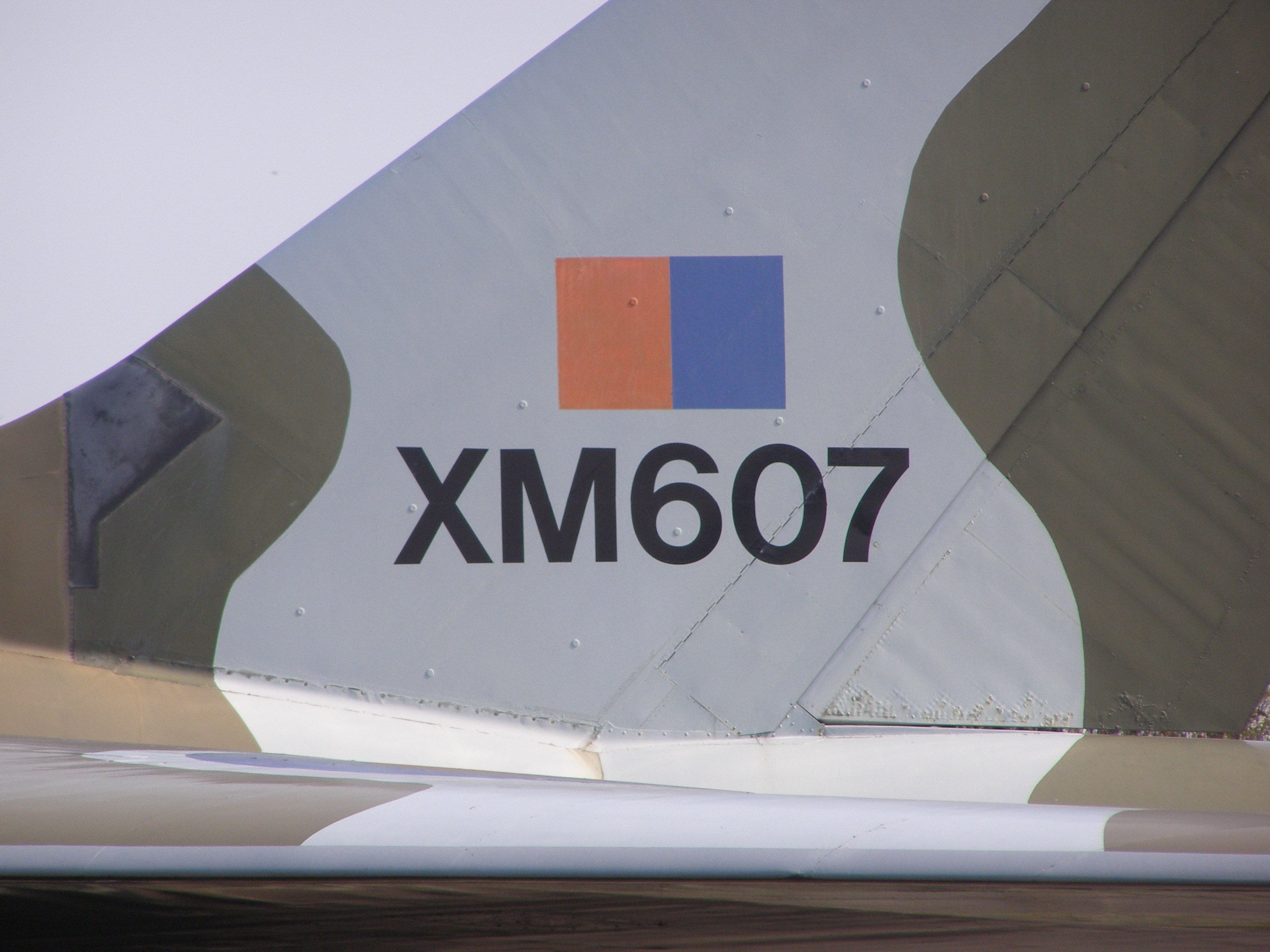
Avro Vulcan XM607

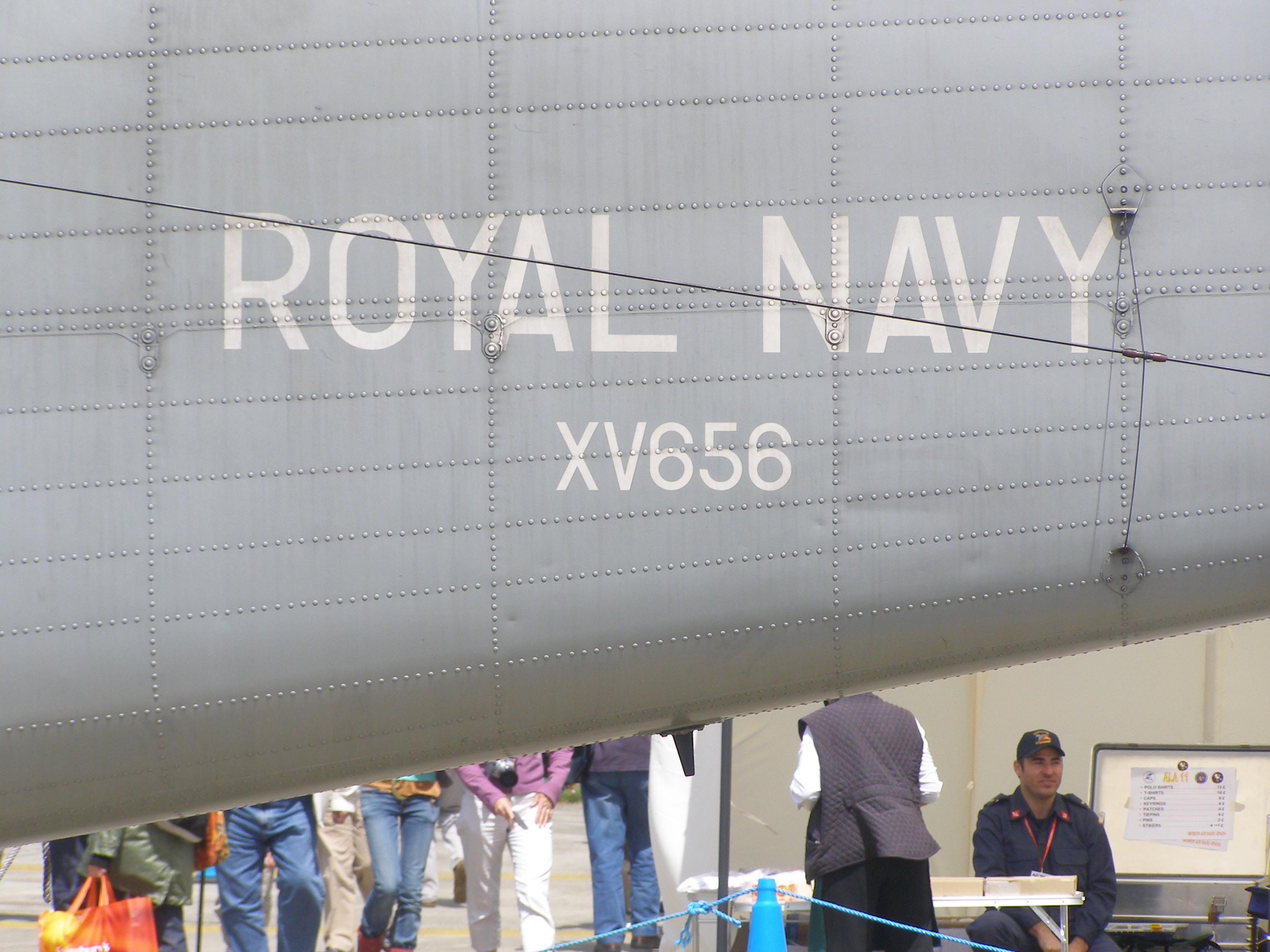
XV656 a Royal Navy Westland Sea King

正常情況下序列號顯示在機身的至少4個地方：垂直尾翼的兩面、兩個機翼下面。自從1960年代以來機翼下方不再顯示序列號，它們通常被刷在後部機身的兩側，但也有可能根據不同的機型而放在不同的地方，例如三角翼的Gloster Javelin序列號就刷在前引擎進氣口兩側，Avro Vulcan則在機尾處。直升飛機只在機身兩側刷上序列號，或者在尾梁或後機身上。

## 外部連結
- UK Serials Resource Centre （页面存档备份，存于）